# William Hardy McNeill

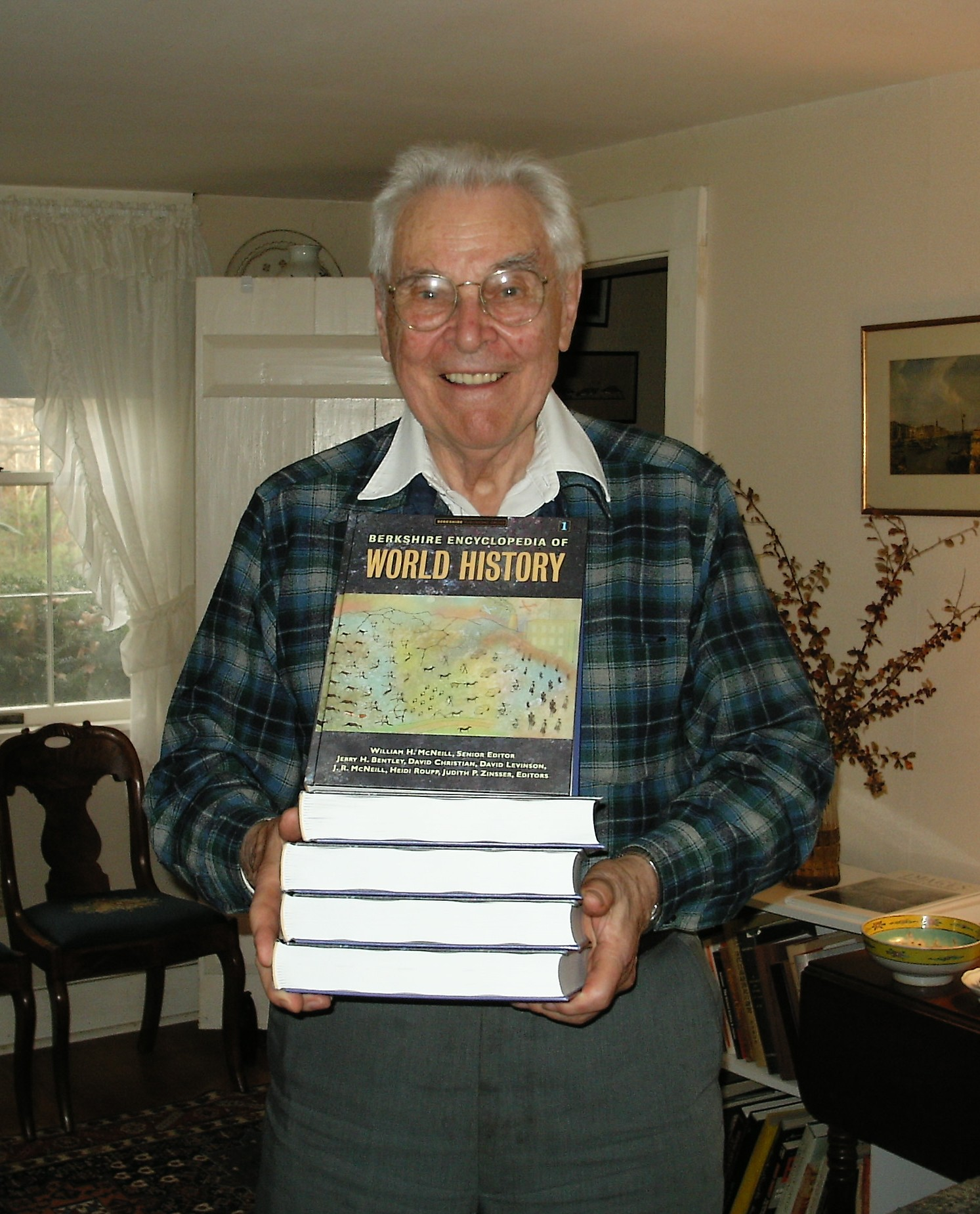
William Hardy McNeill an seinem 87. Geburtstag (2004)

William Hardy McNeill (* 31. Oktober 1917 in Vancouver, British Columbia; † 8. Juli 2016 in Torrington, Connecticut) war ein US-amerikanischer Historiker kanadischer Abstammung.

## Leben
William McNeill, Sohn des Theologen John T. McNeill, studierte an der University of Chicago, wo er 1938 den Bachelor- und 1939 den Master-Grad erlangte. 1947 schloss er seine Dissertation an der Cornell University erfolgreich ab (PhD). Bis zu seiner Emeritierung 2006 war er Professor für Geschichte an der University of Chicago. 1964 wurde er in die American Academy of Arts and Sciences und 1977 in die American Philosophical Society gewählt. Seit 1976 war er korrespondierendes Mitglied der British Academy. Im Februar 2010 bekam McNeill von US-Präsident Barack Obama für sein Lebenswerk als Professor und Autor von mehr als zwanzig einflussreichen Büchern zu Geschichte und Zivilisation die National Humanities Medal verliehen.

## Forschung
McNeill begann als Historiker der Anti-Hitler-Koalition und war der frühe Begründer der „orthodoxen“ Position zu den Ursachen des Kalten Kriegs. Er wurde dann einer der wichtigsten Forscher und Autoren im Bereich der Weltgeschichte (englisch world history), im Sinne einer interdependenten Welt, die von sich gegenseitig beeinflussenden Zivilisationen oder Kulturen geprägt ist. Er veröffentlichte auch Werke zum Aufstieg der westlichen Zivilisation, in denen er auch deren – in seinen Augen – immensen Einfluss auf den Rest der Welt darlegte. Seine wohl bekanntesten Werke sind "The Rise of the West: A History of the Human Community" (1963), für das ihm 1964 der US-National Book Award in der Kategorie „Geschichte und Biographie“ verliehen wurde, und „Plagues and Peoples“, eine Geschichte der Epidemien in der Menschheitsgeschichte (1976). Er verfasste zudem eine Biographie des Historikers und Geschichtsphilosophen Arnold J. Toynbee (1989).
Er ist der Vater des Umwelthistorikers John Robert McNeill (* 1954), der seit 1985 Geschichtsprofessor an der Georgetown University ist.

## Werke (Auswahl)
- Krieg und Macht, München: Beck, 1984
- Die großen Epidemien, Bergisch Gladbach: Lübbe, 1983
- Seuchen machen Geschichte, München: Pfriemer, 1978
- America, Britain and Russia. Their Corporation and Conflict 1941-1946, London 1953